# Józef Kossobudzki-Orłowski
Józef Ludwik Kossobudzki-Orłowski ps. "Ludwik" (ur. 9 marca 1921, zm. 27 kwietnia 2009), działacz sportowy, żołnierz Armii Krajowej, uczestnik powstania warszawskiego w Zgrupowaniu "Chrobry II", awansowany do stopnia majora. Członek kierownictwa sekcji piłki nożnej TS "Wisła" w latach 1946-1992. Honorowy Członek  TS "Wisła" i Honorowy Prezes  PZPN (2001). Członek Związku Kombatantów RP i byłych Więźniów Politycznych.
Pochowany w alei zasłużonych na cmentarzu Rakowickim w Krakowie (kwatera: LXIXPASB, rząd: 1, miejsce: 6).

## Odznaczenie
- Krzyż Komandorski Orderu Odrodzenia Polski (2004, za wybitne zasługi w działalności na rzecz ludzi potrzebujących pomocy)[2]